# Venceslaus Ulricus Hammershaimb
Venceslaus Ulricus Hammershaimb (25. března 1819 Sandavágur, Faerské ostrovy – 8. dubna 1909 Kodaň) byl faerský lingvista, tvůrce moderního faerského spisovného jazyka. Moderní podobu faerského jazyka založil na islandštině, která je faerštině nejbližším a nejpodobnějším jazykem a svoji reformu poprvé představil v roce 1846.

## Životopis
Narodil se ve městě Sandavágur na ostrově Vágar 25. března 1819. Stal se knězem ve městě Kvívík a také studoval v Dánsku, kam odcestoval v roce 1878. Své reformy faerštiny založil na svých poznatcích o Staré severštině, které získal při studiu. Provedl celkovou reformu jazyka. Snažil se vycházet z původní gramatiky, ale změnil pravopis. Například přidal písmeno Ð. Za své přispění k reformě novodobého faerského jazyka byl označován jako folklórista.
Zemřel ve věku 90 let 8. dubna 1909 v Kodani.